# Buenos Aires viceversa
Buenos Aires viceversa és una pel·lícula argentina-holandesa de 1996, dirigida per Alejandro Agresti i protagonitzada per Vera Fogwill, Fernán Mirás, Nicolás Pauls i Mirta Busnelli. Es va estrenar el 18 de setembre de 1997 i va ser guanyadora de vuit premis, entre ells el Còndor de Plata i el premi del Festival de Cinema de Mar del Plata com a millor film.

## Sinopsi
El film obre recordant que unes 30.000 persones van desaparèixer a l'Argentina durant el Cop d'estat de 1976. És una pel·lícula existencialista concentrada en un grup de joves vivint a Buenos Aires, vivint una existència dura i absurda, enfront de la indiferència de la ciutat i la irracionalitat i l'egoisme dels adults. La història és un llarg episodi, ajuntant a més de 6 històries.

### Personatges i històries
- Daniela (Fogwill) és una jove que és contractada per una parella de jubilats, qui pràcticament no surten de la seva casa des de la desaparició de la seva filla, per filmar el que passa a la ciutat. Allí, trava Amistat amb Bocha (Casero), un nen del carrer. És filla de desapareguts i està en parella amb Mario (Mirás), qui no sembla comprendre-la. Mario, per part seva, comença a sentir admiració per un jove boxador (Cárdenas).
- Damián (Pauls) treballa en la recepció d'un alberg transitori i toca la bateria. Admira molt al seu oncle (Havillo), encarregat de seguretat, de qui desconeix el seu passat fosc.
- Mirtha Busnelli interpreta a una dona obsessionada amb el conductor d'un noticiari de TV (Quinteros), amb qui parla a través de la pantalla com si ell fos present amb ella. Quan el televisor sofreix un desperfecte tècnic, coneix a un reparador (Roffe).
- Inés Molina és una jove que viu en un loft, al qual convida a l'encarregat del service de TV i el seu amic.
- Laura Melillo i Alejandro Agresti protagonitzen a una parella de cecs que se separa. Poc després, ella coneix a l'oncle de Damián.

## Actors
- Vera Fogwill, Daniela
- Fernán Mirás, Mario
- Nicolás Pauls, Damián
- Mirta Busnelli, Loca TV
- Carlos Roffe, Service
- Mario Paolucci, Amigo
- Laura Melillo, Ciega
- Carlos Galettini, Don Nicolás
- Lorenzo Quinteros, Presentador TV
- Inés Molina, Chica Loft
- Nazareno Casero, Bocha
- Floria Bloise, Doña Amalia
- Susana Cortínez, Mare Adoptiva
- Axel Pauls, Borratxo Bar
- Harry Havilio, Tío
- Rolando Epstein, Mazur
- Raúl Cárdenas, Boxador
- Betina Brewda, Novia Damián
- Alejandro Agresti, Cec
- Sergio Poves Campos, Pare Adoptiu
- Sebastián Polonsky, Gurú
- María Cherniajovsky, Xicota Gurú
- Verónica Aguilera, Venedora Flores
- Verena Von Scoenfelot, Meteoròloga
- Paco Sombrero, Encargado Hotel
- Agustín Castro, Venedor Autos
- Ada Quiñones, Venedora Discos
- Miguel Ángel Acuña, Recepcionista Hotel
- Reynaldo Pereira, Recepcionista Hotel
- Miguel Ángel Gutiérrez, Barra Bar
- Romualdo García, Barra Bar
- Héctor Giménez, Barra Bar
- Alberto Florez, Barra Bar
- Carolin Scaglia, Client Hotel
- Cristian Medrano, Client Hotel
- Diego Blasi, Client Hotel
- Héctor Delgado, Client Hotel
- Natalia Calvo, Noia somni Boxador
- Verónica González, Noia somni Boxador

## Premis
- 1996, Festival Internacional del Nou Cinema Llatinoamericà de l'Havana, Premi Especial del Jurat.
- 1996, Festival Internacional de Cinema de Mar del Plata, millor film iberoamericà, premi FIPRESCI, premi OCIC.[4]
- 1998, Còndor de Plata de l'Associació Argentina de Crítics de Cinema, millor pel·lícula, millor guió, revelació femenina (Vera Fogwill) i millor muntatge.